# Cerma sarepta
Cerma sarepta är en fjärilsart som beskrevs av Barnes 1907. Cerma sarepta ingår i släktet Cerma och familjen nattflyn. Inga underarter finns listade i Catalogue of Life.